# Pětistěn

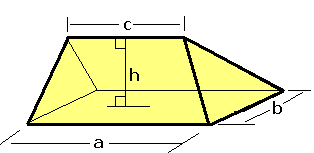
Nepravidelný pětistěn

Pětistěn je těleso, které má pět stěn (od toho pětistěn). Mezi pětistěny patří například:
1. čtyřboký jehlan – stěny jsou: čtyřúhelníková podstava a 4 trojúhelníky,
2. trojboký komolý jehlan – stěny jsou 2 trojúhelníky a 3 čtyřúhelníky (lichoběžníky),
3. trojboký hranol – stěny jsou 2 trojúhelníkové podstavy a 3 čtyřúhelníky (obdélníky).

Vyznačuje se tím, že nemá tělesovou úhlopříčku, jen stěnové. Je to způsobeno tím, že neexistuje pravidelný pětistěn, který by měl všechny stěny shodné a z vrcholů vycházel shodný počet hran.
Pětistěn může mít stejně dlouhé všechny hrany:
1. jehlan – 1 čtverec a 4 rovnostranné trojúhelníky,
2. hranol – 2 rovnostranné trojúhelníky a 3 čtverce.